# NBA All-Star Game 1972
Le NBA All-Star Game 1972 s’est déroulé le 18 janvier 1972 au Forum d’Inglewood, en Californie.

## Effectif All-Star de l’Est
- Wes Unseld (Bullets de Baltimore)
- Dave Cowens (Celtics de Boston)
- John Havlicek (Celtics de Boston)
- Jo Jo White (Celtics de Boston)
- Billy Cunningham (76ers de Philadelphie)
- Dave DeBusschere (Knicks de New York)
- Walt Frazier (Knicks de New York)
- Lou Hudson (Hawks d’Atlanta)
- Archie Clark (Bullets de Baltimore)
- Tom Van Arsdale (Royals de Cincinnati)
- John Johnson (Cavaliers de Cleveland)
- Butch Beard (Cavaliers de Cleveland)
- Bob Kauffman (Buffalo Braves)
- Jack Marin (Bullets de Baltimore)

## Effectif All-Star de l’Ouest
- Wilt Chamberlain (Lakers de Los Angeles)
- Oscar Robertson (Bucks de Milwaukee)
- Kareem Abdul-Jabbar (Bucks de Milwaukee)
- Jerry West (Lakers de Los Angeles)
- Sidney Wicks (Trail Blazers de Portland)
- Connie Hawkins (Suns de Phoenix)
- Bob Love (Bulls de Chicago)
- Spencer Haywood (SuperSonics de Seattle)
- Elvin Hayes (Rockets de Houston)
- Gail Goodrich (Lakers de Los Angeles)
- Paul Silas (Suns de Phoenix)
- Bob Lanier (Pistons de Détroit)
- Jimmy Walker (Pistons de Détroit)
- Cazzie Russell (Warriors de Golden State)